# Byctiscus rugosus
Byctiscus rugosus là một loài bọ cánh cứng trong họ Rhynchitidae. Loài này được Gebler miêu tả khoa học năm 1830.